# アンバーラー

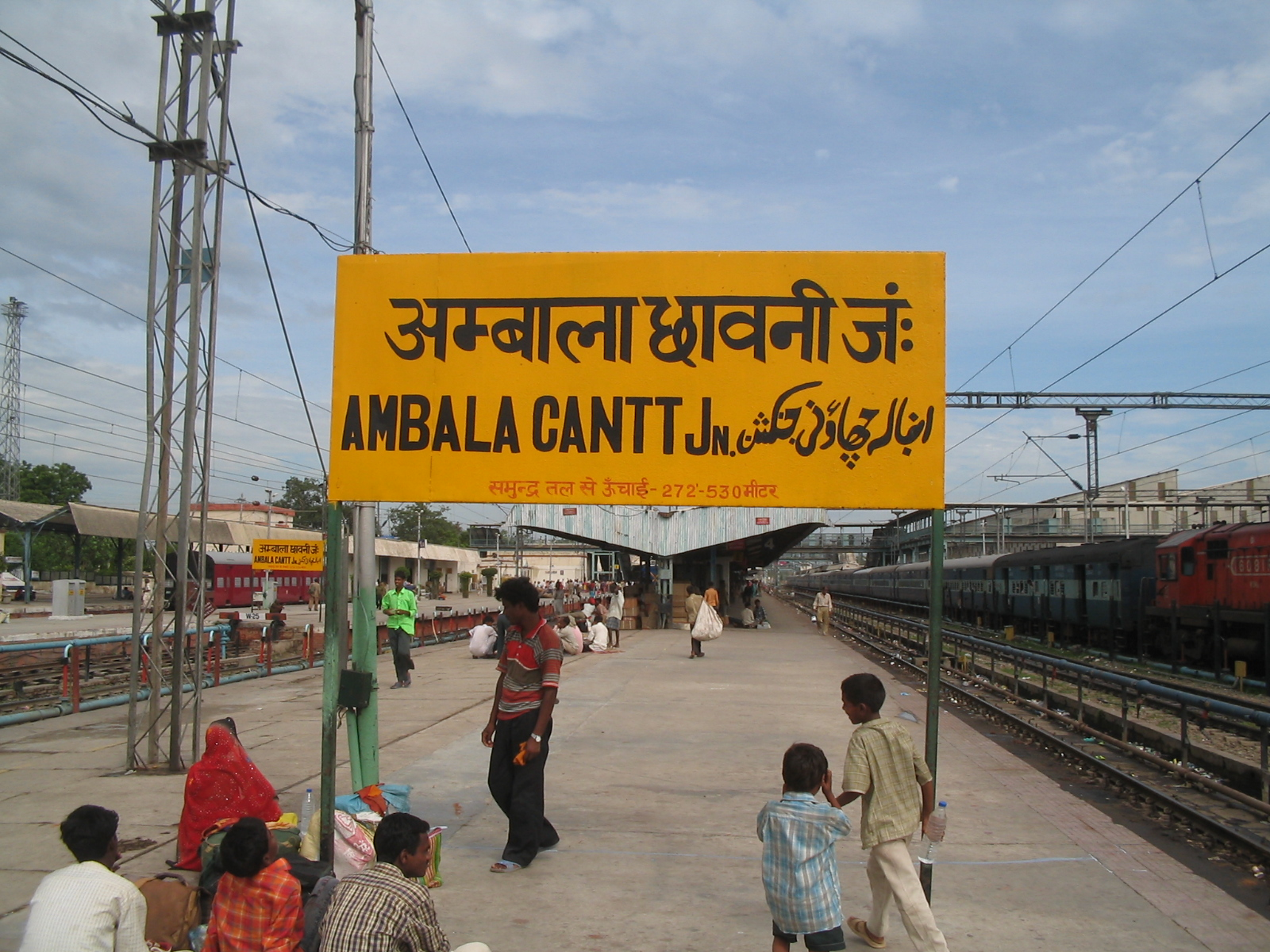
アンバーラー駅

アンバーラー（ヒンディー語：अम्बाला、Ambala）は、インドのハリヤーナー州、アンバーラー県の都市。

## 歴史
14世紀、アンバー・ラージプートの人々によって建設された。
同世紀後半、フィールーズ・シャー・トゥグルクがフィールーズ・シャー・コートラを建設した際、ここにあったアショーカ王の石柱が運び出された。
19世紀前半、イギリス支配下でインド軍（英印軍）の駐屯地が建設された。

## 人口
2001年の人口統計では、406,784人。